# Soraya Castillo
Soraya Castillo (Santo Domingo, 1967) è un'attrice italiana.

## Biografia
Attrice di teatro, ha cominciato a recitare nel 1990 nella miniserie televisiva La piovra 5 - Il cuore del problema con la regia di Luigi Perelli. Nel 1991 prende parte alla trasmissione di Gianni Boncompagni Non è la Rai, mentre nel 1993 recita nel film Perdiamoci di vista di Carlo Verdone in cui interpreta il ruolo di una prostituta. Nel 2000 e nel 2001 recita nella fiction Distretto di Polizia, e sempre nello stesso anno prende parte alla miniserie L'impero, diretta da Lamberto Bava.

## Filmografia

### Cinema
- Perdiamoci di vista, regia di Carlo Verdone (1994)

### Televisione
- La piovra 5 - Il cuore del problema – miniserie TV, 2 episodi (1990)
- Racket – miniserie TV (1997)
- Un posto al sole – serie TV (1997-1998)
- L'impero – miniserie TV, 4 episodi (2001)
- Distretto di Polizia – serie TV, 25 episodi (2000-2001)

## Programmi TV
- La corrida (Canale 5, 1990)
- Non è la Rai (Canale 5, 1991-1992)
- Primadonna (Italia 1, 1991)